# Jan Andries Vander Mersch

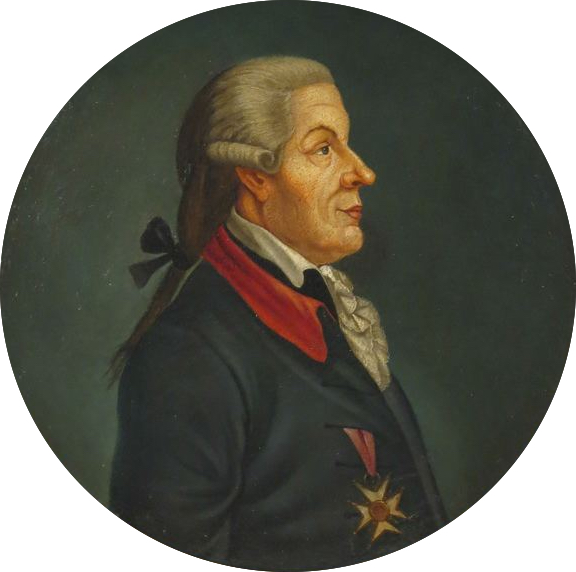
Jean Andries Vander Mersch

Jan Andries Vander Mersch (auch Jan André, Van der Meersch) (* 10. Februar 1734 in Menen; †  14. September 1792 in Dadizele) war Anführer der brabanter Patrioten in der Brabanter Revolution 1789.
Vander Mersch trat zuerst in französische Kriegsdienste, in welchen er den Siebenjährigen Krieg mit Auszeichnung mitmachte, dann 1778 in österreichische, aus denen er 1779 mit dem Charakter eines Obersten schied. 1789 schloss er sich den mit der österreichischen Verwaltung unzufriedenen Belgiern an, übernahm das Kommando der Insurgentenarmee und besiegte die Österreicher bei Turnhout (26. Oktober), eroberte Gent und Brüssel und wurde hierauf von den Belgiern zum Obergeneral der sämtlichen Truppen ernannt. Infolge von Verdächtigungen seitens der Klerikalen war er im März 1790 jedoch verhaftet und in der Zitadelle von Antwerpen gefangen gesetzt und erhielt erst durch die vordringenden Österreicher seine Freiheit wieder. Er starb am 14. September 1792 auf seinem Landgut bei Menen. Er schrieb Memoiren, die von einem seiner Offiziere herausgegeben wurden („Mémoires historiques et pièces justificatives pour Mr. van der M.“, Lille 1791, 3 Bde.).